# Tableau encyclopédique et méthodique

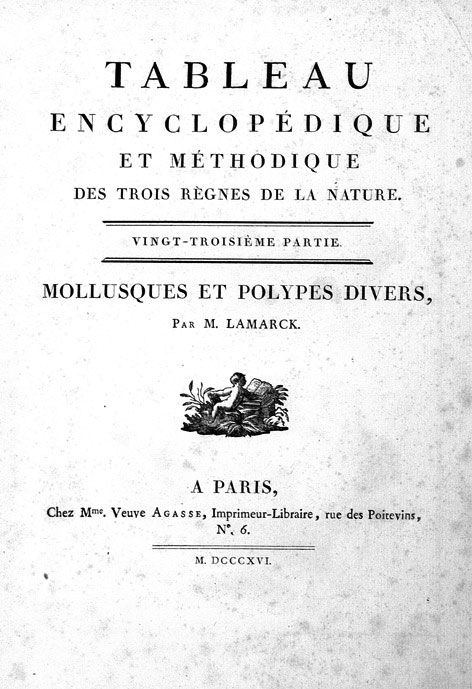
Titelpagina van de encyclopedie

Het Tableau encyclopédique et méthodique des trois regnes de la nature was een geïllustreerde encyclopedie van planten, dieren en mineralen. Het werk bevat de eerste wetenschappelijke beschrijvingen van vele soorten, en aantrekkelijke gravures. Het werd gepubliceerd in Parijs, door Charles Joseph Panckoucke, vanaf 1788. Hoewel de verschillende delen kunnen worden beschouwd als een deel van de grotere Encyclopédie méthodique, werden ze afzonderlijk uitgegeven.
Bijdragers:
- Jean-Baptiste de Lamarck (planten, taxonomie)
- Pierre Joseph Bonnaterre (walvisachtigen, zoogdieren, vogels, reptielen, amfibieën, vissen, insecten)
- Louis Jean Pierre Vieillot (vogels, tweede volume)
- Jean Guillaume Bruguière (ongewervelde dieren)

Momenteel ligt de waarde van deze boeken op honderden Amerikaanse dollars per stuk. 